# كوري ستون
كوري ستون (بالإنجليزية: Cory Stone)‏ هو لاعب كرة قدم أمريكية أمريكي، ولد في 6 مارس 1972 في ممفيس في الولايات المتحدة.